# Качинский клад

Качинский клад из фондов Волынского краеведческого музея

Качинский клад — один из крупнейших кладов конца римского периода IV — начала V века н. э., найденных на территории Правобережной Украины.
Обнаружен случайно в 1961 году на территории с. Качин Камень-Каширского района (Волынская область). В найденном глиняном горшке содержалось большое количество уникальных серебряных женских украшений и металлических элементов конской упряжи. Эти находки могли быть изготовлены мастерами рейнских или северогалльских мастерских в традициях восточного провинциального ремесла или римскими ремесленниками.
Найденный клад является важным свидетельством активной международной торговли на Волыни во времена поздней античности и связях с территориями Среднего Подунавья.
Исследователями выделено целую группу находок под названием «клады типа Качин-Кошована», в которых сосуществуют богатые наборы женских украшений и конской упряжи, изготовленные в пунсонной технике. Их хозяевами, по мнению специалистов, были разноплеменные варвары, которые разбогатели на римской военной службе.
Ныне Качинский клад хранится в коллекции Волынского краеведческого музея в Луцке.